# Issaquah
Issaquah är en stad i King County i delstaten Washington i nordvästra USA. Enligt folkräkningen 2010 hade staden 30 434 invånare.

## Geografi
Issaquah ligger vid den södra änden av Lake Sammamish. Närmaste grannstäder är Bellevue och Redmond, vilka båda är belägna cirka 13 kilometer från Issaquah, samt Seattle (Downtown Seattle) som ligger 27 kilometer västerut.

## Systerstäder
- Norge Sunndal, Norge[1]
- Marocko Chefchaouen, Marocko[2]